# Бенигно увећање простате
Бенигно увећање простате представља немалигни, прекомерни раст ћелија простате. Како увећање (хиперплазија) постепено напредује, тако се мокраћна цев сужава и то доводи до појаве различитих симптома.
Учесталост бенигног увећања простате се повећава са годинама и у различитом облику ово увећање је присутно код 80% мушкараца старијих од 40 година, односно код 95% мушкараца старијих од 80 година.

## Узрок настанка
Сматра се да мушки полни хормони играју одређену улогу у процесу увећању простате, али се не зна да ли стимулишу увећање или само стварају повољне услове за његов развој. Једно од објашњења гласи да размножавање ћелија надмашује њихову смрт у одређеној животној доби мушкарца. Без обзира на узрок, увећање простате може негативно утицати на бешику и на мокраћни систем уопште.

## Клиничка слика
Услед сужавања мокраћне цеви пражњење бешике је отежано и то захтева јачу контракцију мишића у зиду бешике, тзв. детрузора, како би дошло до истицања мокраће у спољашњу средину. Ово доводи до хипертрофије мишићних влакана, али ипак после одређеног времена контракције постају недовољно снажне да би створиле притисак довољан за адекватно пражњење бешике. Бешика се више не може потпуно испразнити и тада се јавља већина симптома. Мање од половине свих мушкараца који болују од бенигног увећања простате имају симптоме који укључују:
- успорено или одложено мокрење,
- слаб млаз,
- непотпуно пражњење (нагон за мокрењем се јавља одмах након завршетка претходног акта мокрења),
- испрекиданост млаза,
- капање мокраће које траје неколико секунди при крају мокрења,
- ноктурија (потреба за мокрењем се јављају неколико пута током ноћи),
- дизурија (бол при мокрењу),
- хематурија (присуство крви у мокраћи),
- ретенција мокраће (застој мокраће),
- учесталије мокрење,
- ургентно мокрење (јак и изненадан нагон за мокрењем),
- инконтиненција (неконтролисано истицање мокраће).

Симптоми се могу поделити у две категорије - опструктивни и иритативни симптоми. Опструктивни су директна последица утицаја увећања простате на мокраћну цев, а иритативни су манифестација нестабилности детрузора услед опструкције. Код неких мушкараца се јавља опструкција, али без симптома - то је тзв. тихи простатизам. Опструктивни симптоми укључују успорено или одложено мокрење, слаб млаз, испрекиданост, непотпуно пражњење и капање на крају мокрења. Иритативни симптоми укључују учесталост, ноћно мокрење, ургентно мокрење, инконтиненцију, дизурију, хематурију, инфекцију мокраћног система и ретенцију мокраће.

## Дијагноза
Дигиторектални преглед (преглед простате прстом кроз дебело црево) открива повећану и мекану простату. Може се мерити брзина протока урина, количина урина преосталог у бешици након пражњења, испитивање притиска урина током мокрења и сл. Могуће је урадити и лабораторијску анализу урина како би се проверило да ли садржи крв или да ли је присутна инфекција. У случају инфекције се ради уринокултура. Осим, тога користе се и цистоуретрограм, анализа крви - антиген специфичан за простату (ПСА), цистоскопија итд.

## Лечење
У терапијске сврхе се користе: алфа 1 блокатори, финастерид, а некада и антибиотици. Хируршко лечење је обично индиковано код мушкараца са симптомима инконтиненције, крви у урину, ретенције мокраће и рекурентних (понављаних) инфекција уринарног тракта. Трансуретрална ресекција простате је најчешћи хируршки захват. Отворена простатектомија се обично изводи уз општу или спиналну анестезију. Овај захват је дуготрајан и потребан је боравак у болници.